# Thermogénine

Thermogenèse induite par la noradrénaline via une cascade d'effets passant par un récepteur β_{3}-adrénergique, une protéine G, une adénylate cyclase formant de l'AMP cyclique, une protéine kinase A et une lipase hormonosensible libérant les acides gras des lipides. Les acides gras sont ensuite dégradés par β-oxydation dans les mitochondries, ce qui y active la chaîne respiratoire et donc la production de chaleur en présence de protéines découplantes.

La thermogénine, ou UCP1, est une protéine découplante présente dans les mitochondries du tissu adipeux brun où elle est responsable de la thermogenèse. Les protéines découplantes sont des protéines membranaires qui agissent en facilitant la diffusion des protons à travers la membrane mitochondriale interne ce qui a pour effet de dissiper le gradient électrochimique entre l'espace intermembranaire mitochondrial et la matrice mitochondriale, et donc de découpler la chaîne respiratoire de la production d'ATP par phosphorylation de l'ADP. C'est en effet le couplage par chimiosmose à travers le gradient de concentration en protons autour de la membrane mitochondriale interne qui transmet l'énergie libérée par la respiration cellulaire à l'ATP synthase pour phosphoryler l'ADP en ATP.
Elle est apparentée à d'autres transporteurs de biomolécules tels que le translocateur de nucléotides à adénine et agit comme un canal à protons à travers la membrane mitochondriale interne. Dans les cellules des tissus adipeux bruns, elle est activée par les acides gras et est inhibée par les nucléotides. Le mécanisme de signalisation cellulaire à l'œuvre à partir des terminaisons du système nerveux sympathique met en jeu la noradrénaline, qui se fixe à un récepteur β3-adrénergique de la membrane plasmique. Celui-ci active une adénylcyclase via une protéine G, ce qui a pour effet de libérer de l'AMP cyclique dans le cytoplasme. L'AMP cyclique active une protéine kinase A, qui phosphoryle une lipase hormonosensible, ce qui a pour effet de l'activer et de cliver les triglycérides en libérant les acides gras qui les composent. Ces derniers activent la thermogénine, en annulant les effets inhibiteurs du GDP et de l'ATP. Cet effet se prolonge jusqu'à ce que les mitochondries aient oxydé tous les acides gras, ce qui lève l'activation de la thermogénine et rétablit l'imperméabilité de la membrane mitochondriale interne, ce qui rétablit le couplage de la production d'ATP avec la chaîne respiratoire.